# 维伊维塔尼
维伊维塔尼，是匈牙利包尔绍德-奥包乌伊-曾普伦州所辖的一个村。总面积13.13平方公里，总人口241，人口密度18.4人/平方公里（2011年1月1日）。